# Tom Gaal
Tom Gaal (* 3. März 2001 in Mönchengladbach) ist ein deutscher Fußballspieler. Der Abwehrspieler steht beim Zweitligisten SSV Ulm 1846 unter Vertrag.

## Sportlicher Werdegang
Gaal begann mit dem Vereinsfußball beim SC Hardt. 2010 wechselte er in den Jugendbereich von Borussia Mönchengladbach, wo er in der Folge die einzelnen Jugendmannschaften durchlief. In der Spielzeit 2017/18 spielte er mit den „Fohlen“ in der B-Junioren-Bundesliga um die Westmeisterschaft, am Saisonende reichte es zum vierten Platz. Anschließend rückte er in die Wettkampfmannschaft für die A-Junioren-Bundesliga auf, wo er in den Spielzeiten 2018/19 und Spielzeiten 2019/20 für die Gladbacher antrat. In letzterer Spielzeit qualifizierte er sich mit der Mannschaft für den DFB-Pokal der Junioren 2020/21, in dem er zum Auftakt spielte, aber aufgrund der COVID-19-Pandemie in Deutschland später vorzeitig abgebrochen werde sollte.
Im Oktober 2020 wechselte Gaal zum VfL Wolfsburg, bei dem er in der Reservemannschaft spielen sollte. Auch hier wirkte sich jedoch die Corona-Pandemie aus, als die Spielzeit 2020/21 der Regionalliga Nord Anfang November vorzeitig abgebrochen wurde und er bis dato ohne Spieleinsatz geblieben war. Später kündigte der Klub die Auflösung seiner U-23-Mannschaft an. Im Sommer 2021 kehrte Gaal daraufhin zu Borussia Mönchengladbach zurück, wo er fortan für die U-23-Mannschaft in der Regionalliga West auflief. Zeitweise trainierte er zudem mit der Profimannschaft und stand vereinzelt im Kader der Bundesligamannschaft, kam aber dort zu keinen Pflichtspieleinsätzen.
Im Sommer 2023 wechselte Gaal zum SSV Ulm 1846, der in die 3. Liga aufgestiegen war, und unterzeichnete einen Zwei-Jahres-Vertrag. Nachdem er bei den ersten beiden Partien der „Spatzen“ in der Spielzeit 2023/24 noch auf der Ersatzbank gesessen hatte, stand er beim 1:0-Heimerfolg über Zweitliga-Absteiger Arminia Bielefeld am dritten Spieltag in der Startelf und verhalf der Mannschaft von Trainer Thomas Wörle zum ersten Sieg im Profifußball seit 22 Jahren. Daraufhin hatte er sich in der Startformation etabliert und rutschte erst nach einer 2:3-Niederlage bei Mitaufsteiger Preußen Münster Anfang November wieder aus der Startformation. Ab dem 19. Spieltag war er abgesehen von einem krankheitsbedingten Ausfall wieder Stammspieler und stand fortan jeweils 90 Minuten auf dem Spielfeld. Mit einer Serie von 18 ungeschlagenen Spielen am Saisonende überflügelte er mit den „Spatzen“ die Konkurrenz, mit 31 Saisoneinsätzen war er maßgeblich an der Drittligameisterschaft und dem Durchmarsch des Klubs in die 2. Bundesliga beteiligt. Anfangs in der Zweitligasaison in der Startelf, rotierte Wörle ihn aus der Anfangself, ehe er nach einer Sprunggelenksverletzung ab Mitte September ohnehin ausfiel und sich in der Folge beim im Abstiegskampf befindlichen Klub zunächst auf der Ersatzbank wiederfand. Als Wörle im Herbst verschiedene Dreierkettevarianten ausprobierte, kam er teilweise wieder als Außen- oder Innenverteidiger mit abwechselnd Johannes Reichert, Philipp Strompf, Bastian Allgeier oder Niklas Kolbe an seiner Seite zu vereinzelten Einsätzen in der Anfangsformation. Nach der noch von ihm verpassten 1:2-Niederlage gegen den seinerzeitigen Tabellenneunten 1. FC Kaiserslautern zum Rückrundenauftakt etablierte er sich in der Folge in der Startformation, ehe er am 25. Spieltag aufgrund einer Gelbsperre bei der 0:1-Heimniederlage gegen den Aufstiegsaspiranten 1. FC Köln aussetzen musste. In Folge des sechsten Spiels ohne Sieg in Serie übernahm Robert Lechleiter anschließend das Traineramt von Wörle, der anschließend wieder auf Gaal als Innenverteidiger setzte. Letztlich verpasste er mit der Mannschaft den Klassenerhalt. An Pfingsten 2025 vermeldete der schwäbische Klub die Trennung mit Ablaufen des Vertrags im Sommer, ein Gaal vorgelegtes Angebot zur Vertragsverlängerung wurde zurückgezogen.
Mitte Juni 2025 unterzeichnete Gaal einen bis Sommer 2027 gültigen Vertrag beim Schweizer Erstligisten FC St. Gallen.